# イタロブラザーズ
イタロブラザーズ（ItaloBrothers）は、ドイツのニーダーザクセン州のノルトホルン出身のユーロトランスバンド。

## 来歴
2005年にZacharias Adrian(プロデュース)、Kristian Sandberg(作曲)、Matthias Metten(ヴォーカル)の3人で結成。翌年にドイツのレーベルZooland Recordsと契約した。
イタロ（Italo）とは1980年代に流行したイタロ・ディスコや、その派生形であるイタロ・ハウスを意味している。カスケーダと数年来の友好関係にあり、2006年にはリミックス楽曲『Ready For Love』を、2007年には『Counting Down The Days』を制作。2010年12月には初めてのアルバム『Stamp!』をリリースした。

## ディスコグラフィ

### アルバム
- Stamp!（2010年）

### シングル
- The Moon（2006年）
- Colours Of The Rainbow（2007年）
- Moonlight Shadow（2007年） マイク・オールドフィールドの同名楽曲をカバーしたもの。
- Counting Down The Days（2007年）
- Where Are You Now?（2008年）
- Stamp On The Ground（2009年） ノルウェーで最高11位に[1]、デンマークでは14位にランクイン[2]
- So Small（2009年）
- Love Is On Fire（2010年）
- Radio Hardcore（2010年）
- Upside Down（2011年）
- Cryin' In The Rain （2011年）
- Boom （2011年）
- Pandora 2012（2012年)
- My Life Is a Party（2012年)
- This Is Nightlife（2013年)
- Luminous Intensity（2013年)
- Up 'n Away（2014年)
- Sleep When We're Dead（2015年)
- Kings & Queens（2015年)
- Generation Party（2016年)
- Summer Air（2017年)
- Fiction Squad（2017年)
- Hasselhoff 2017（2017年)
- Sorry（2017年)
- Looking Back Someday（2018年）
- Inside Out（2018年)
- Till You Drop（2018年)
- Games（2019年)
- Ocean Breeze（2018年)
- Let Go (feat. Kiesza)（2020年)
- Stay（2020年)
- Down For The Ride（2021年)

### リミックス
- Cascada – Ready For Love (2006年)
- Cerla Vs. Manian – Jump (2006年)
- Floorfilla – Italodancer （2007年）
- Manian – Turn The Tide（2007年）
- Dan Winter & Rob Mayth – Dare Me（2007年）
- Love Is On Fire（2010年）